# Brezinaïta
La brezinaïta és un mineral de la classe dels sulfurs. Rep el nom en honor de Maria Aristides Brezina (Viena, Àustria, 4 de maig de 1848 - 25 de maig de 1909), directora de la secció de mineralogia-petrologia del Museu d'Història Natural de Viena. Brezina va ser una de les investigadores de meteorits més importants, i va ajudar a desenvolupar una important classificació primerenca d'aquests.

## Característiques
La brezinaïta és un sulfur de fórmula química Cr₃S₄. Va ser aprovada com a espècie vàlida per l'Associació Mineralògica Internacional l'any 1969. Cristal·litza en el sistema monoclínic. La seva duresa a l'escala de Mohs es troba entre 3,5 i 4,5.
Segons la classificació de Nickel-Strunz, la brezinaïta pertany a «02.D - Sulfurs metàl·lics, amb proporció M:S = 3:4» juntament amb els següents minerals: bornhardtita, carrol·lita, cuproiridsita, cuprorhodsita, daubreelita, fletcherita, florensovita, greigita, indita, kalininita, linneïta, malanita, polidimita, siegenita, trüstedtita, tyrrel·lita, violarita, xingzhongita, ferrorhodsita, cadmoindita, cuprokalininita, rodostannita, toyohaïta, heideïta, inaglyita, konderita i kingstonita.

## Formació i jaciments
Va ser descoberta al meteorit Irwin-Ainsa, també conegut com a meteorit Tucson, un meteorit metàl·lic recollit al districte de Greaterville, al comtat de Pima, a Arizona (Estats Units). Totes les mostres que es coneixen d'aquesta espècie mineral són d'origen extraterrestre, havent estat descrita també als meteorits Social Circle (Geòrgia, EUA), Norton County (Kansas, EUA), New Baltimore (Pennsilvània, EUA), Sikhote-Alin (Primórie, Rússia), Gibeon (Namíbia), Yanhuitlan (Oaxaca, Mèxic) i Mount Egerton (Austràlia).